# Safia simplicior
Safia simplicior är en fjärilsart som beskrevs av Druce. Safia simplicior ingår i släktet Safia och familjen nattflyn. Inga underarter finns listade.